# Radka Denemarková
Radka Denemarková (Kutná Hora, 14 de marzo de 1968) es una novelista, traductora y dramaturga checa.

## Biografía
Radka Denemarková se graduó en el estudio de alemán y checo en la Universidad Carolina de Praga.
En 1997 obtuvo el grado de doctorado por la Facultad de Artes.
Realizó estancias en las ciudades germanas de Wiesbaden (2007), Berlín (2008) y en Graz (Austria, 2010).
Trabajó como investigadora en el Instituto de Escritura Nacional de la Academia de Ciencias, y ejerce como conferenciante y editora en el praguense Teatro de la Balaustrada.
Asimismo, Denemarková enseña escritura creativa en la Academia Literaria Josef Škvorecký.
En el ámbito periodístico, publica artículos en medios de comunicación checos y alemanes tales como Souvislosti, Tvar, Česká literatura, Respekt y Die Welt.

## Obra
Radka Denemarková hizo su debut como dramaturga en 1998 con la monografía Evald Schorm - Sám Sobe nepřítelem.
Su primera novela, A já pořád kdo to tluče (2005), constituye una historia excéntrica, grotesca y emocionante de un asesinato. Las dos figuras centrales son un director y un escritor, ambos intentado reconciliarse con el pasado.
Denemarková aborda en esta obra temas cruciales como las relaciones tortuosas, en concreto entre una madre y sus hijos.
A su exitosa ópera prima le siguió la aclamada novela El dinero de Hitler (Peníze desde Hitlerâ, 2006), que recibió el premio Magnesia Litera en la sección de prosa en 2007.
Trata sobre una dramática paradoja aún hoy relevante: una niña judía de dieciséis años de edad regresa de un campo de concentración a su pueblo natal, habiendo sido asesinada toda su familia. No obstante, como con anterioridad a la guerra eran ricos terratenientes y hablaban alemán, la protagonista es tachada de alemana, por lo que —de acuerdo con la gente del lugar— no tiene derecho a la propiedad e incluso tampoco a su vida.
Por ello, la obra ha sido considerada como una acusación drástica y expresiva contra la maldad humana. Ha sido traducida a diecisiete idiomas, entre ellos el español.
Denemarková publicó en 2011 la doble novela Kobold, en la cual la autora se adentra de nuevo en el tema de las relaciones difíciles, con el telón de fondo del devenir de los acontecimientos históricos. 
Una vez más aparece el leitmotiv de la relación entre madres e hijos; la carnalidad y el dolor forman parte del inevitable destino de los protagonistas.
Tres años después Denemarková escribió la novela Příspěvek k dějinám radosti (2014), narración que gira en torno a la historia de tres mujeres.
Puede ser considerada como una especie de novela de detectives, como un ensayo o como una cómica acusación a la obsesión masculina por el cuerpo femenino.
Denemarková también es una figura relevante en el mundo literario periodístico.
En concreto, su libro sobre la vida y muerte de Petr Lébl —destacado director teatral checo con quien la autora trabajó en el Teatro en la Balaustrada, que se suicidó en 1999—, mereció también el premio Magnesia Litera dentro de su categoría, siendo asimismo nominado para el premio Josef Škvorecký.

## Obras

### Novela
- A já pořád kdo to tluče (2005)
- El dinero de Hitler (Peníze od Hitlera. Letní mozaika, 2006)
- Smrt, nebudeš se báti aneb Příběh Petra Lébla (2008)
- Kobold (2011)
- Contribución a la historia de la alegría (Příspěvek k dějinám radosti, 2014)

### Teatro
- Evald Schorm - Sám sobě nepřítelem (1998)
- Spací vady (2010)